# العلاقات الأسترالية الجنوب إفريقية
العلاقات الأسترالية الجنوب أفريقية هي العلاقات الثنائية التي تجمع بين أستراليا وجنوب أفريقيا.

## مقارنة بين البلدين
هذه مقارنة عامة ومرجعية للدولتين:
| وجه المقارنة                                              | أستراليا                                   | جنوب أفريقيا |
| --------------------------------------------------------- | ------------------------------------------ | --- |
| المساحة (كم2)                                             | 7.69 مليون                                 | 1.22 مليون |
| عدد السكان (نسمة)                                         | 24.51 مليون                                | 57.73 مليون |
| الكثافة السكانية (ن./كم²)                                 | 3.19                                       | 47.32 |
| العاصمة                                                   | كانبرا، ملبورن                             | بريتوريا، بلومفونتين، كيب تاون |
| اللغة الرسمية                                             | لغة إنجليزية                               | لغة إنجليزية، اللغة الأفريقانية، اللغة النديبلي الجنوبية، اللغة السوثو الشمالية، اللغة السوتية، لغة سوازي، اللغة التسونجا، اللغة التسوانية، اللغة الفيندية، اللغة الكوسية، اللغة الزولوية |
| العملة                                                    | دولار أسترالي، جنيه إسترليني، جنيه أسترالي | راند جنوب أفريقي |
| الناتج المحلي الإجمالي (بليون دولار)                      | 1.32 تريليون                               | 349.42 مليار |
| الناتج المحلي الإجمالي (تعادل القوة الشرائية) بليون دولار | 1.10 تريليون                               | 725.91 مليار |
| الناتج المحلي الإجمالي الاسمي للفرد دولار أمريكي          | 56.31 ألف                                  | 5.72 ألف |
| الناتج المحلي الإجمالي للفرد دولار أمريكي                 | 45.92 ألف                                  | 13.05 ألف |
| مؤشر التنمية البشرية                                      | 0.939                                      | 0.666 |
| رمز المكالمات الدولي                                      | +61                                        | +27 |
| رمز الإنترنت                                              | .au                                        | .za |
| المنطقة الزمنية                                           |                                            | ت ع م+02:00، أفريقيا/جوهانسبرغ ‏ |

## منظمات دولية مشتركة
يشترك البلدان في عضوية مجموعة من المنظمات الدولية، منها:
| علم المنظمة | اسم المنظمة                        | تاريخ انضمام أستراليا | تاريخ انضمام جنوب أفريقيا |
| ----------- | ---------------------------------- | --------------------- | ------------------------- |
|             | مجموعة العشرين                     | ?                     | ?                         |
|             | منظمة التجارة العالمية             | ?                     | 1995                      |
|             | الاتحاد البريدي العالمي            | ?                     | ?                         |
|             | دول الكومنولث                      | ?                     | 11 ديسمبر 1931            |
|             | مجموعة الموردين النوويين           | ?                     | ?                         |
|             | يونسكو                             | 4 نوفمبر 1946         | 4 نوفمبر 1946             |
|             | الفريق المعني برصد الأرض           | ?                     | ?                         |
|             | مؤسسة التمويل الدولية              | 20 يوليو 1956         | 3 أبريل 1957              |
|             | منظمة حظر الأسلحة الكيميائية       | ?                     | ?                         |
|             | مؤسسة التنمية الدولية              | 24 سبتمبر 1960        | 12 أكتوبر 1960            |
|             | نظام تحكم تكنولوجيا القذائف        | 1990                  | 1995                      |
|             | وكالة ضمان الاستثمار متعدد الأطراف | 10 فبراير 1999        | 10 مارس 1994              |
|             | الاتحاد الدولي للاتصالات           | 27 مايو 1878          | 1910                      |
|             | منظمة الشرطة الجنائية الدولية      | ?                     | ?                         |
|             | الأمم المتحدة                      | 1 نوفمبر 1945         | 7 نوفمبر 1945             |
|             | البنك الدولي للإنشاء والتعمير      | 5 أغسطس 1947          | 27 ديسمبر 1945            |
|             | المنظمة الهيدروغرافية الدولية      | ?                     | ?                         |

## أعلام
هذه قائمة لبعض الشخصيات التي تربطها علاقات بالبلدين:
- بوب هيويت (12 يناير 1940 – )
- كريغ جونستون (لاعب كرة قدم إنجليزي، 25 يونيو 1960[29][30] – )

## وصلات خارجية
- موقع وزارة الخارجية الأسترالية
- موقع وزارة الخارجية الجنوب أفريقية